# Ктесибий
Ктесибий или Ктезибий (на гръцки: Κτησίβιος) (живял около 3 век пр.н.е.) е древногръцки механик и изобретател от град Александрия.
Смятан е за изобретател на музикалния инструмент орган.
Ктесибий изобретява първият точен часовник, както и двуцилиндрова противопожарна помпа, снабдена с нагнетяващ и изпускащ клапан. 
Открива, че въздухът има маса и компресиран има сила, с което поставя основите на пневматиката.